# Volleybalclub Zwolle 2017-2018 (femminile)
Questa voce raccoglie le informazioni riguardanti il Volleybalclub Zwolle nelle competizioni ufficiali della stagione 2017-2018.

## Organigramma societario
Area direttiva
- Presidente: Gert van Driel

Area tecnica
- Allenatore: Wilfried Groothuis

## Rosa
| N° | Nome                  | Ruolo | Data di nascita  | Nazionalità sportiva |
| -- | --------------------- | ----- | ---------------- | -------------------- |
| 1  | Robin Van de Velde    | P     | 18 novembre 1992 | Paesi Bassi          |
| 3  | Marije Neuman         | C     | 11 giugno 1994   | Paesi Bassi          |
| 4  | Kim Robitaille        | P     | 16 ottobre 1991  | Canada               |
| 5  | Kelly van de Haar     | O     | 27 marzo 1997    | Paesi Bassi          |
| 6  | Iris Reinders         | S     | 27 ottobre 1994  | Paesi Bassi          |
| 7  | Anneke Ykema          | C     | 14 luglio 1992   | Paesi Bassi          |
| 8  | Siska Hoekstra        | S     | 11 dicembre 1991 | Paesi Bassi          |
| 10 | Manon Zeeboer         | O     | 7 febbraio 1995  | Paesi Bassi          |
| 12 | Maureen van der Woude | C     | 20 maggio 2000   | Paesi Bassi          |
| 13 | Rosita Blomenkamp     | L     | 20 luglio 1990   | Paesi Bassi          |
| 15 | Ester de Vries        | S     | 26 febbraio 1992 | Paesi Bassi          |